# Imarivolanitra
Imarivolanitra is een berg van het type inselberg in de regio Haute Matsiatra van Madagaskar. De berg is de hoogste berg van het Andringitramassief en na Maromokotro de hoogste van Madagaskar. Het heeft een hoogte van 2.658 meter boven de zeespiegel. De berg ligt in het Andringitra National Park.
Voorheen heeft de berg de naam Pic Boby gedragen.